# Boogie-Children-R-Us
Boogie-Children-R-Us is het tweede album van de Belgische band Evil Superstars.

## Tracklist
1. B.A.B.Y.
2. If You Cry (I'll go to Hell)
3. Have Been Wrong Before
4. I Can't Seem to Fuck Things Up
5. Gimme Animal Rights
6. Just a Princess
7. Oh Girl
8. It's a Sad Sad Planet
9. Holy Spirit Come Home
10. First Comes Farewell
11. Song off the Record
12. My Little Dead One
13. Laserblack
14. Love Happened

## Meewerkende muzikanten
- Muzikanten:
  - Bart Vandebroek (basgitaar)
  - Dave Schroyen (drums)
  - Marc Requilé (synthesizer)
  - Mauro Pawlowski (gitaar, zang)
  - Tim Vanhamel (backing vocals, gitaar)
  - David Sardy (gitaar)